# کاکاهوال
کاکاهوال (انگلیسی: Cacahual) نام یک منطقه مسکونی در کلمبیا است.